# ドゥブロヴニク市電

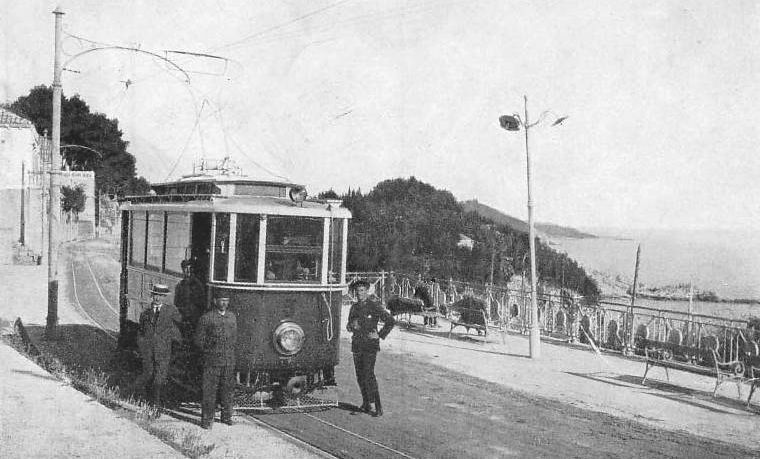
1912年頃のドゥブロヴニク市電

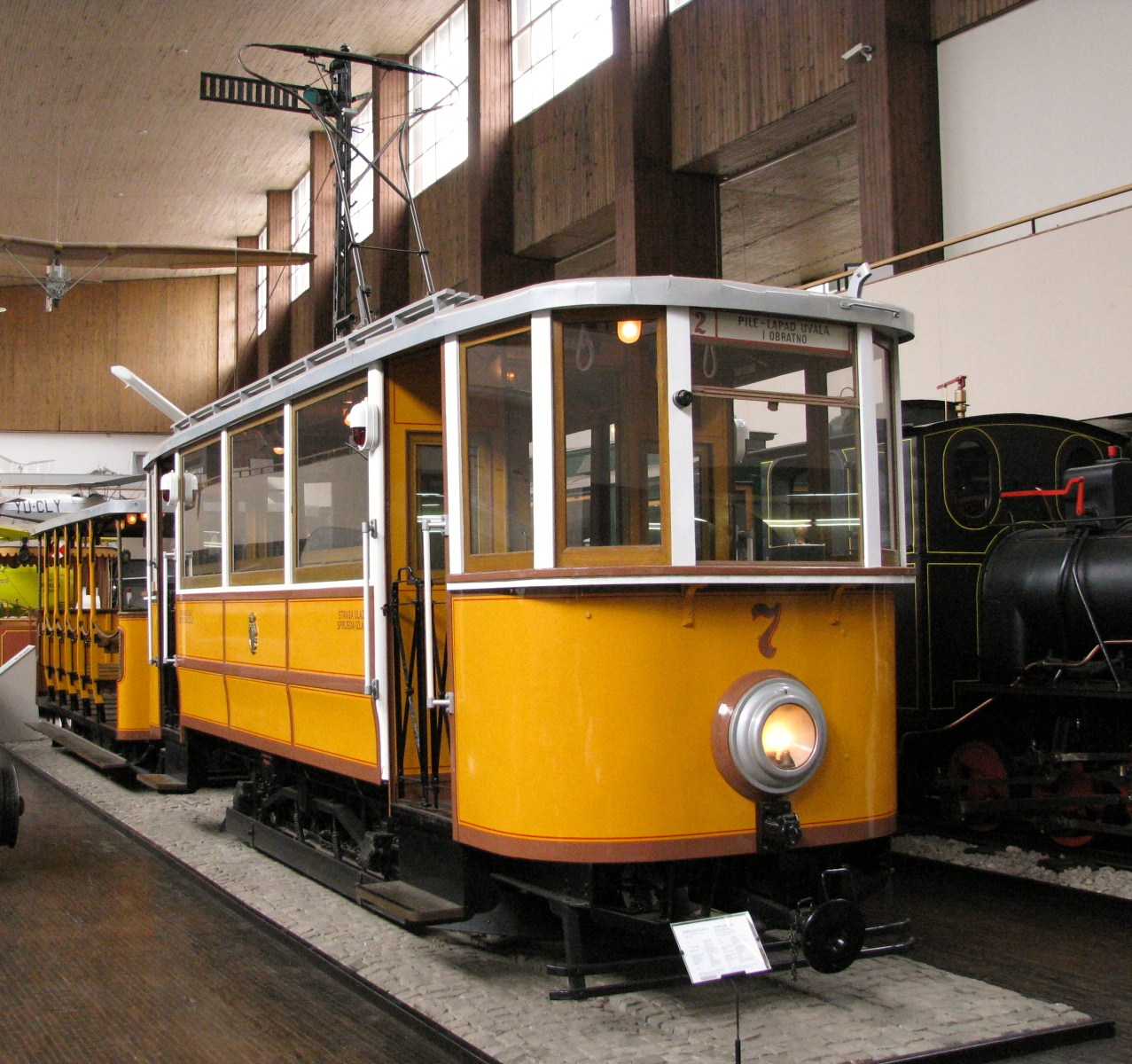
ザグレブの博物館に保存されている車両

ドゥブロヴニク市電（ドゥブロヴニクしでん、クロアチア語: Tramvaj u Dubrovniku）は、かつてクロアチアのドゥブロヴニクに存在した狭軌の路面電車の路線（市電）である。

## 歴史
オーストリア＝ハンガリー帝国時代、当時ダルマチア地方に敷かれていた狭軌鉄道の駅があったグルージュと距離が離れていた旧市街を結ぶ手段として、市電の建設が行われた。市電の開業は1912年12月10日で、軌間は760mmであった。この軌間の市電はサラエヴォ市電と共にまれなケースで、当時ダルマチア地方に敷かれていた狭軌鉄道と同じ軌間で貨物車両の転用は可能であった。1系統は鉄道駅から旧市街のピレ門までを結び、2系統はピレとラパダ (Lapada) を結んでいた。
1960年代、観光客による道路交通の増大によって市電を維持することが困難になってきた。市電は交通を阻害するものと見なされていた。最後の営業運転が行われたのは1970年3月20日で、翌日にはさよなら運転が行われている。その後、廃止された市電で車両のブレーキの不具合から事故が起きている。1910年から1970年までの60年間で市電が運んだ旅客数は、1億人に達する。現在のドゥブロヴニクの市内交通は、路線バスによって担われている。

## 設備
ドゥブルヴニク市電の車両はオーストリアのSimmering-Graz-Pauker (en) が、電気設備はチェコの発明家František Křižík (en) が設立した企業によって設置された。車両が最後に配備されたのは1963年で、スラヴォンスキ・ブロドのĐuro Đaković  (en) の工場からであった。ドゥブロヴニク市電で使われていた車両は地元で保存されているほか、ザグレブの技術博物館やグラーツにあるトラム博物館で保存されている。